# هيلينا بيشوفيتش
هيلينا بيشوفيتش مواليد 28 أغسطس 1984 في بيخاتش، جمهورية البوسنة والهرسك الاشتراكية، جمهورية يوغوسلافيا الاشتراكية الاتحادية، هي لاعبة كرة مضرب بوسنية سابقة بدأت مسيرتها كمحترفة سنة 1999 وكانت تلعب باليد اليمنى، اعتزلت اللعب في 2008. أعلى تصنيف لها في الفردي كان 733. أعلى تصنيف لها في الزوجي كان المركز الـ 631 في سنة 2007.

## روابط خارجية
- هيلينا بيشوفيتش على موقع رابطة محترفات التنس (الإنجليزية)
- هيلينا بيشوفيتش على موقع الاتحاد الدولي لكرة المضرب (الإنجليزية)
- هيلينا بيشوفيتش على موقع كأس بيلي جين كينغ (الإنجليزية)
- هيلينا بيشوفيتش على موقع خلاصة التنس.كوم (الإنجليزية)